# Marc M'Bahia
Marc Kouassi M'Bahia (Abidjan, 26 dicembre 1969) è un ex cestista ivoriano con cittadinanza francese, professionista in Europa.

## Carriera
Con la Costa d'Avorio ha disputato i Campionati africano 1985 e i Campionati mondiali del 1986.

## Palmarès
- Campionato francese: 2

CSP Limoges: 1992-93, 1993-94
- Coppa di Francia: 2

CSP Limoges: 1994, 1995
- Coppa dei Campioni: 1

CSP Limoges: 1992-93